# Фассель, Вернер
Вернер Фассель (нем. Werner Fassel; 16 июня 1910, Зиген, Германская империя — 6 января 1992, Швельм, Германия) — обершарфюрер СС, заместитель руководителя политического отдела концлагеря Маутхаузен.

## Биография
Вернер Фассель родился 16 июня 1910 года в семье заведующего складом Альберта Фасселя и его супруги Анны. Его отец погиб во время Первой мировой войны в 1915 году. С 1916 по 1924 года посещал народную школу в Зигене. После окончания школы начал изучать коммерцию, обучаясь в сырьевом кооперативе по производству седельных и обивочных материалов в Зигене, успешно завершив обучение через три года. Впоследствии три года работал представителем торговой компании Westfälischen Eisen- und Blechwarenwerken и через год занял такую же должность на фармацевтической фабрике Fuchs & Co. В начале 1933 года стал безработным.
В апреле 1933 года был зачислен в ряды СС (№ 73379). 1 мая 1933 года вступил в НСДАП (билет № 3102928). В сентябре 1933 года получил должность торгового представителя фирмы продовольственных товаров Rheinisches Kaufhaus в Зигене, которую занимал до сентября 1939 года. С апреля 1936 года служил в 3-й разведывательной роте СС. 28 сентября 1938 года в составе 3-го штандарта СС «Тюрингия» принимал участие в аннексии Судетской области. В мае 1939 года проходил трёхмесячное обучение в качестве радиста в разведывательной роте люфтваффе в Лангендибах под Франкфуртом-на-Майне.
В сентябре 1939 года был переведён в концлагерь Маутхаузен, где изначально служил в охране. В начале 1940 года стал писарем в комендатуре. В конце 1940 или начале 1941 года стал начальником бюро и заместителем руководителя политического отдела Карла Шульца. На этой должности лично участвовал в избиениях заключённых.
После окончания войны вместе с другими эсэсовцами бежал и в Штайре сдался американской армии. 8 июля 1945 года был выпущен из плена после того как врач вермахта удалил татуировку на левой руке с изображением группы крови. В 1945 году устроился на работу рабочим на оптовом складе продовольственных товаров. С 1949 года вновь работал торговым представителем. В 1951 года был оштрафован за мошенничество. В ходе процесса над бывшим начальником Карлом Шульцем Фассель был заслушан в качестве свидетеля. 29 августа 1967 года был арестован, но через два месяца выпущен из следственного изолятора. 24 июля 1970 года земельным судом Хагена за пособничество в убийстве в 14 случаях был приговорён к 6,5 лет заключения. В ноябре 1972 года кассационное производство было отклонено решением Федерального верховного суда ФРГ. До 4 октября 1978 года отбывал наказание в тюрьме в Аттендорне, потом был условно-досрочно освобождён.